# 臭臭鍋

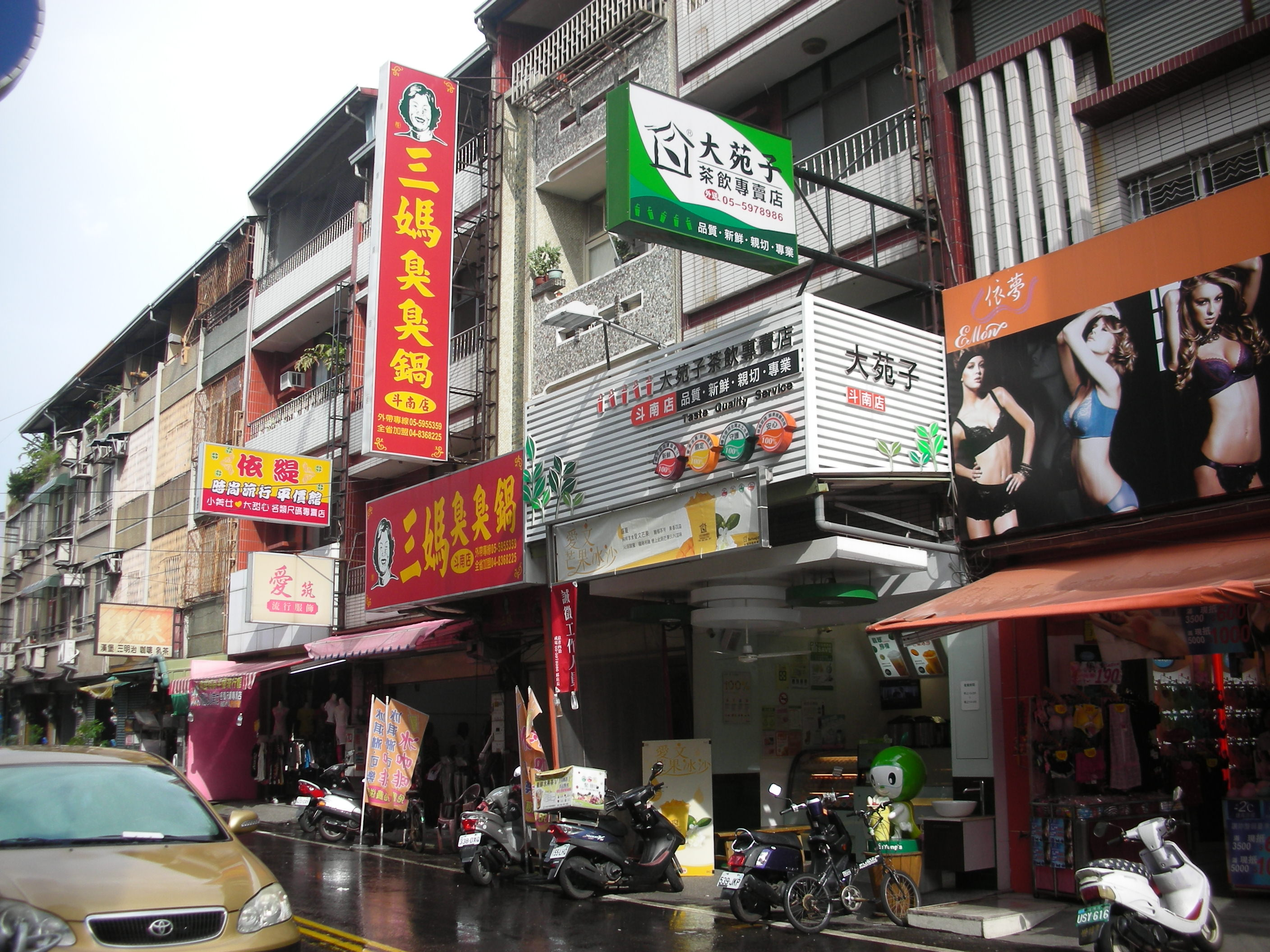
臭臭鍋を提供する「三媽臭臭鍋」の看板（斗南鎮）

臭臭鍋（チョウチョウグオ）は、台湾でポピュラーな鍋料理の1種。臭豆腐とホルモン（牛や豚の内臓肉）を使用した鍋料理である。
「三媽臭臭鍋」のように一人客向けの鍋料理を提供するチェーン店も、台湾では人気が高い。